# Молекулярное моделирование

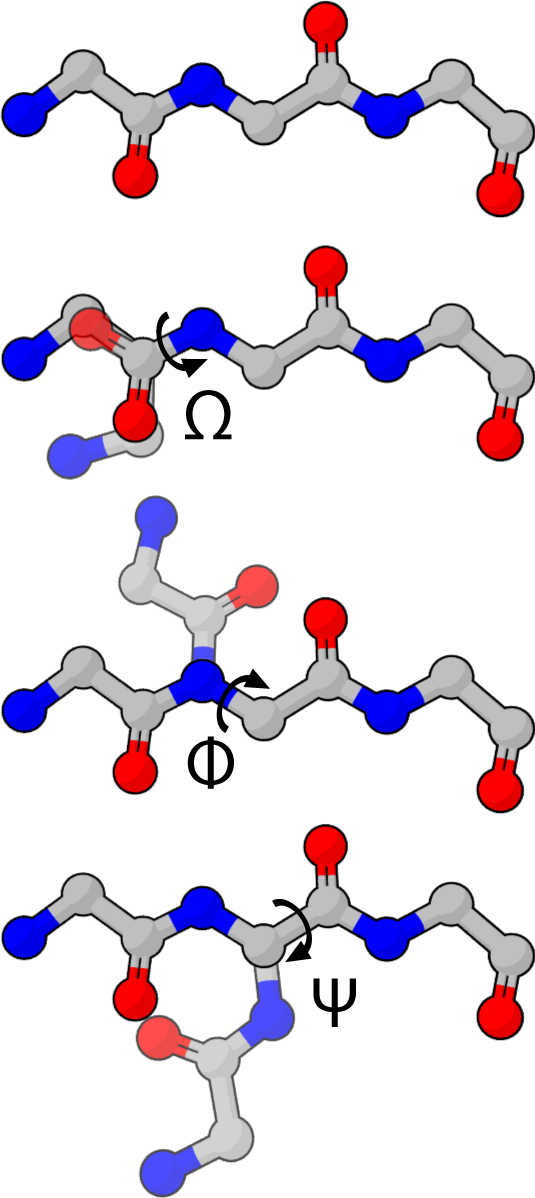
Двугранные углы являются одними из параметров в процессе молекулярного моделирования белков.

Молекулярное моделирование (ММ) — собирательное название методов исследования структуры и свойств молекул вычислительными методами с последующей визуализацией результатов, обеспечивающие их трехмерное представления при заданных в расчете условиях.
Методы молекулярного моделирования используются в компьютерной химии, вычислительной биологии и науке о материалах для изучения как индивидуальных молекул, так и взаимодействия в молекулярных системах.
Расчеты простейших систем при молекулярном моделировании могут быть выполнены вручную, но из-за большого объема вычислений при моделировании систем, представляющих практический интерес, особенно при исследовании молекулярной динамики, используются компьютерные методы расчета и визуализации, эта техника получила название компьютерного молекулярного моделирования (англ. computer-assisted molecular modeling, CAMM).
Общей чертой методов ММ является атомистический уровень описания молекулярных систем — наименьшими частицами являются атомы или небольшие группы атомов. В этом состоит отличие ММ от квантовой химии, где в явном виде учитываются и электроны. Таким образом, преимуществом ММ является меньшая сложность в описании систем, позволяющая рассмотрение большего числа частиц при расчётах.

## Молекулярная механика
Молекулярная механика — один из подходов в ММ, использующий классическую механику для описания физических основ модели. Атомы (ядра с электронами) представляются точечными массами с соответствующими зарядами. Взаимодействия между соседними атомами включают упругие взаимодействия (соответствующие химическим связям) и силы Ван-дер-Ваальса, описываемые традиционно потенциалом Леннард-Джонса. Электростатические взаимодействия вычисляются по закону Кулона. Атомам в пространстве присваиваются Декартовы или внутренние координаты; в динамических расчётах атомам также могут быть присвоены скорости, соответствующие температуре. Обобщающее математическое выражение известно как потенциальная функция (см. уравнения) и соответствует внутренней энергии системы (U) — термодинамической величине, равной сумме потенциальной и кинетической энергии. Потенциальная функция представляет потенциальную энергию как сумму энергетических членов, соответствующих отклонению от равновесных значений в длинах связей, валентных и торсионных углах, и членов для не связанных пар атомов, соответствующих ван-дер-ваальсовым и электростатическим взаимодействиям.
{\displaystyle E=E_{bonds}+E_{angle}+E_{dihedral}+E_{non-bonded}}
{\displaystyle E_{non-bonded}=E_{electrostatic}+E_{vanderWaals}}
Набор параметров, состоящий из равновесных значений длин связей, валентных углов, величин парциальных зарядов, силовых констант и ван-дер-ваальсовых параметров, называется силовым полем. Различные реализации молекулярной механики используют слегка отличающиеся математические выражения и, следовательно, различные константы в потенциальной функции. Распространенные силовые поля, используемые в настоящее время, были разработаны с использованием точных квантовых расчетов и (или) подгонкой под экспериментальные данные.
Для поиска локального минимума потенциальной энергии используются соответствующие методы минимизации (например, метод наискорейшего спуска и метод сопряженных градиентов), а для изучения эволюции систем во времени используются методы молекулярной динамики. Низшие энергетические состояния более стабильны и имеют более важное значение из-за своей роли в химических и биологических процессах. Молекулярно-динамические расчёты, с другой стороны, предсказывают поведение системы во времени. И для минимизации, и для молекулярной динамики главным образом используется второй закон Ньютона — {\displaystyle F=ma} (или, что равносильно, {\displaystyle a=F/m}). Интегрирование этого закона движения с помощью различных алгоритмов приводит к получению траекторий атомов в пространстве и времени. Сила, действующая на атом, определяется как отрицательная производная функции потенциальной энергии.
Молекулы могут быть смоделированы как в вакууме, так и в присутствии растворителя, например воды. Расчёты систем в вакууме называются расчётами «в газовой фазе», в то время как расчёты, включающие молекулы растворителя, называются расчётами «с явно заданным растворителем». Другая группа расчётов учитывает наличие растворителя оценочно, с помощью дополнительных членов в потенциальной функции — так называемые расчёты «с неявным растворителем».
В настоящее время методы молекулярного моделирования широко используются при изучении структуры, динамики и термодинамики неорганических, биологических и полимерных систем. Среди биологических явлений, которые исследуются методами ММ, сворачивание белков, ферментативный катализ, стабильность белков, конформационные превращения и процессы молекулярного узнавания в белках, ДНК и мембранах.

## Популярные программы для молекулярного моделирования
- ADF
- Agile Molecule
- Avogadro[англ.]
- BALLView
- Biskit
- Cerius2
- Chimera
- Coot for X-ray crystallography of biological molecules
- COSMOS
- GAUSSIAN
- Ghemical
- GROMACS
- InsightII
- LAMMPS
- MarvinSpace
- MMTK
- MOE
- SMemory Animation Software 3-D Molecular Construction
- Molecular Docking Server
- Molsoft ICM
- MOPAC
- NAMD
- NOCH
- Oscail X
- PyMOL
- Q-Chem
- Qutemol
- Sirius
- SPARTAN
- STR3DI32
- Sybyl
- MCCS Towhee
- TURBOMOLE
- ReaxFF
- VMD
- WHAT IF Архивная копия от 2 апреля 2018 на Wayback Machine
- Catalyst
- xeo
- Zodiac